# ثلاثي يوديد النتروجين
ثلاثي يوديد النتروجين هو مركب كيميائي من النتروجين واليود له الصيغة الكيميائية NI3، ويكون على شكل صلب له لون بني محمر.

## التحضير
يحضر ثلاثي يوديد النتروجين من تفاعل نتريد البورون وفلوريد اليود عند −30 °س، وذلك في وسط من ثلاثي كلورو فلورو الميثان. وقد تم إجراء هذا التفاعل لأول مرة سنة 1990، وذلك كطريقة تصنيع للمركب بطريقة خالية من الأمونياك:
{\displaystyle \mathrm {BN+3\ IF\ {\xrightarrow {-30\,^{\circ }\mathrm {C} }}\ NI_{3}+BF_{3}} }
عند تمرير بخار اليود على محلول من الأمونيوم يتشكل ناتج إضافة من ثلاثي فلوريد النتروجين مع الأمونياك NI3·NH3، والذي يكون على شكل بلورات بنية مسودة لها بنية بلورية معينة قائمة، وتتفكك في الماء إلى يوديد الهيدروجين واليود والأمونياك.
{\displaystyle \mathrm {3\ I_{2}+5\ NH_{3}\longrightarrow 3\ NH_{4}I+NH_{3}\cdot NI_{3(s)}\downarrow } }

## الخصائص
للمركب تناظر جزيئي من النمط C3v مثل باقي هاليدات النتروجين.
إن مركب ثلاثي يوديد النتروجين غير مستقر وغير ثابت كيميائياً وسرعان ما يتفكك بشكل انفجاري بتأثير الحرارة أو الصدمة إلى مكوناته.
{\displaystyle \mathrm {2\ NI_{3(s)}\ {\xrightarrow {\ }}N_{2(g)}+3\ I_{2(g)}} }
وعندما تكون المادة في الحالة الجافة فإنها تتفكك وفق ما يلي:
{\displaystyle \mathrm {8\ {NI_{3}.NH_{3}}\ {\xrightarrow {\ }}5\ N_{2}+6\ NH_{4}I+9\ I_{2}} }

## الاستخدامات
لا توجد تطبيقات عملية لهذا المركب، بسبب عدم الثباتية. بالمقابل تستخدم طريقة التحضير لأغراض تعليمية بحتة في المدارس والجامعات.